# Colleen Carroll Campbell
Colleen Carroll Campbell ist eine US-amerikanische Moderatorin und Journalistin.

## Leben
Campbell studierte nach eigener Angabe an der Marquette University in Wisconsin und begann dort das Magazin der Universität zu editieren. Sie schrieb während dieser zeit auch für den Milwaukee Journal Sentinel und das Washingtonian Magazine. 1996 schloss sie die Universität magna cum laude ab.
Sie arbeitete dann im Anschluss erst für den Memphis Commercial Appeal und dann für den St. Louis Post-Dispatch. Bei letzterer Zeitschrift deckte sie in einer Artikelserie Korruption in den öffentlichen Schulen von St. Louis wofür sie für den Livingston Award nominiert wurde. Sie wurde im Alter von 24 Mitglied des Redaktionskomitees des St. Louis Post-Dispatch. Im Jahr 2000 gewann sie den mit 50.000 Dollar prämierten Phillips Journalism Fellowship (heute Novak Journalism Fellowship). Mit dem Geld reiste sie ein Jahr durch die Vereinigten Staaten und recherchierte. Aufgrund ihrer Erfahrung schrieb sie ihr erstes Buch über die Suche der jungen Amerikaner nach traditionellen Werten und traditioneller Religion.
Sie begann an der St. Louis University ein Doktoratsstudium, unterbrach es aber, um Redenschreiberin für George W. Bush zu werden. Sie war eine Delegierte Nordamerikas bei einem Vatikanischen Kongress über Frauen.
Campbell schrieb für zahlreiche Zeitungen, so The New York Times, Washington Post, Christianity Today und National Review und trat bei CNN, Fox und EWTN auf. Sie kritisierte in einem Beitrag in der New York Times unter anderem die Abtreibungspolitik von Barack Obama.
Sie war Executive Producer und Moderatorin von EWTN News Nightly with Colleen Carroll Campbell und Schöpferin der Sendung Faith & Culture von EWTN.

## Publikationen
- The Heart of Perfection: How the Saints Taught Me to Trade My Dream of Perfect for God’s, Howard Books, 2020
- My Sisters the Saints A Spiritual Memoir, 2012, Crown Publishing Group.
- The New Faithful: Why Young Adults are Embracing Christian Orthodoxy, 2004.